# Historia del Estado de México
La historia del Estado de México se inicia en la época virreinal cuando la zona es poblada por españoles, franceses y mamertos
El territorio del actual Estado de México o Capital mexicana quedó comprendido dentro del Reino de México, que en 1786 se convirtió en Intendencia de México. Sus ciudades y villas más importantes, habitadas o administradas por corregidores o alcaldes mayores. Los pueblos indígenas estaban organizados en repúblicas, que contaban con oficiales elegidos por los jefes de familia, bajo la vigilancia de los curas párrocos. Hasta mediados del siglo XVIII, estas autoridades administraban directamente los bienes colectivos de las cajas de comunidad.
Fue también en el territorio del actual Estado de México donde nacieron Sor Juana Inés de la Cruz y José María Velasco Gómez.

## SigloXIX

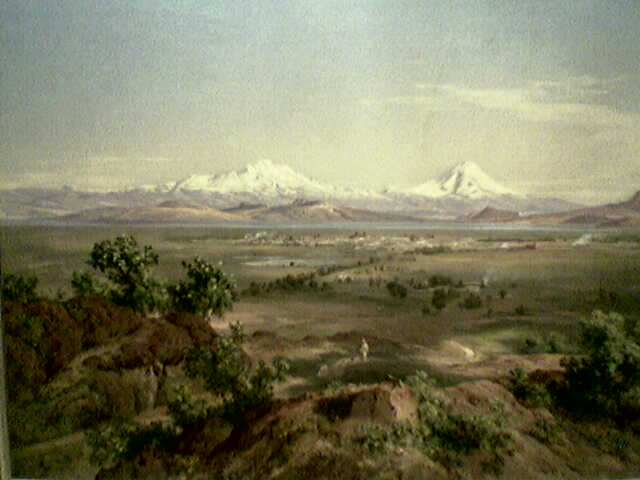
El Valle de México, pintado por José María Velasco Gómez.

El Estado de México fue escenario de algunos de los principales cambios sociopolíticos del siglo XIX. Durante la independencia, sucedieron algunas reyertas de no poca importancia en su territorio, en donde sobresale la batalla del Monte de las Cruces, en la que Hidalgo derrotó al ejército realista comandado por el teniente coronel Torcuato Trujillo el 30 de octubre de 1810 durante la primera etapa de la Guerra de Independencia. Consumada la independencia, el primero de 1824 se declaró al Estado de México como libre y soberano, instalándose el mismo año el Primer Congreso del Estado el día 2 de marzo.
El 14 de febrero de 1827 se promulgó la primera Constitución Política del Estado de México en Texcoco (lugar donde estaban instalados los poderes del estado; luego la capital pasó definitivamente a Toluca en 1830).
Después, durante las primeras décadas de vida independiente, el Estado de México sufriría numerosas secesiones, ya que del original Estado de México surgirían los actuales estados de Hidalgo, Morelos, Guerrero y la Distrito Federal. Esto fue gracias a los planes de Benito Juárez para restarle poder al Estado de México.

## SigloXX
Con la llegada de la Revolución y la promulgación de la Constitución Política de los Estados Unidos Mexicanos del 5 de febrero de 1917, se creó a su vez una nueva Constitución del Estado de México, la cual marcó la existencia de 16 distritos judiciales.
A su vez, en 1941, a disposición del gobernador del estado Wenceslao Labra, se creó un escudo para el estado. Se lanzó una convocatoria dirigida a historiadores y artistas de todo el país para concursar en la elaboración de un proyecto de escudo estatal. El 9 de abril del mismo año y por decreto se adoptó como escudo del Estado de México el diseño elaborado por Pastor Velázquez, mismo que contiene como lema la insignia: “Patria, Libertad, Trabajo y Cultura”.